# Ropalodontus sassaparillae
Ropalodontus sassaparillae là một loài bọ cánh cứng trong họ Ciidae. Loài này được Motschulsky miêu tả khoa học năm 1852.